# Yenikent, Bergama
Yenikent là một thị trấn thuộc huyện Bergama, tỉnh İzmir, Thổ Nhĩ Kỳ. Dân số thời điểm năm 2010 là 1.063 người.